# Norre Torg
Norre Torg är ett litet triangulärt torg i Halmstads historiska stadskärna i norra änden av Storgatan. Det står genom Tyghusgatan  i förbindelse med Lilla Torg. Vid torget ligger bland annat Norre Port och Hotell Mårtenson.
Norre Ports närmaste omgivning vid Tyghusgatan omgestaltades under tidigt 1970-tal av Sven Brolid och Holger Blom.
Mitt på torget står skulpturen Neptunus av Peter Mandl. Det placerades där 1990 och består av omkring 1.000 glasskivor från den 2012 nedlagda Pilkingtons planglasfabrik i Halmstad.
Torget är också konstnärligt utsmyckat med Nils Egerbrandts bronsstaty 91:an Karlsson. Den placerades 1993 på Storgatan nära Stora Torg och flyttades 2017 till Norre Torg bredvid Norre Port.

## Bildgalleri

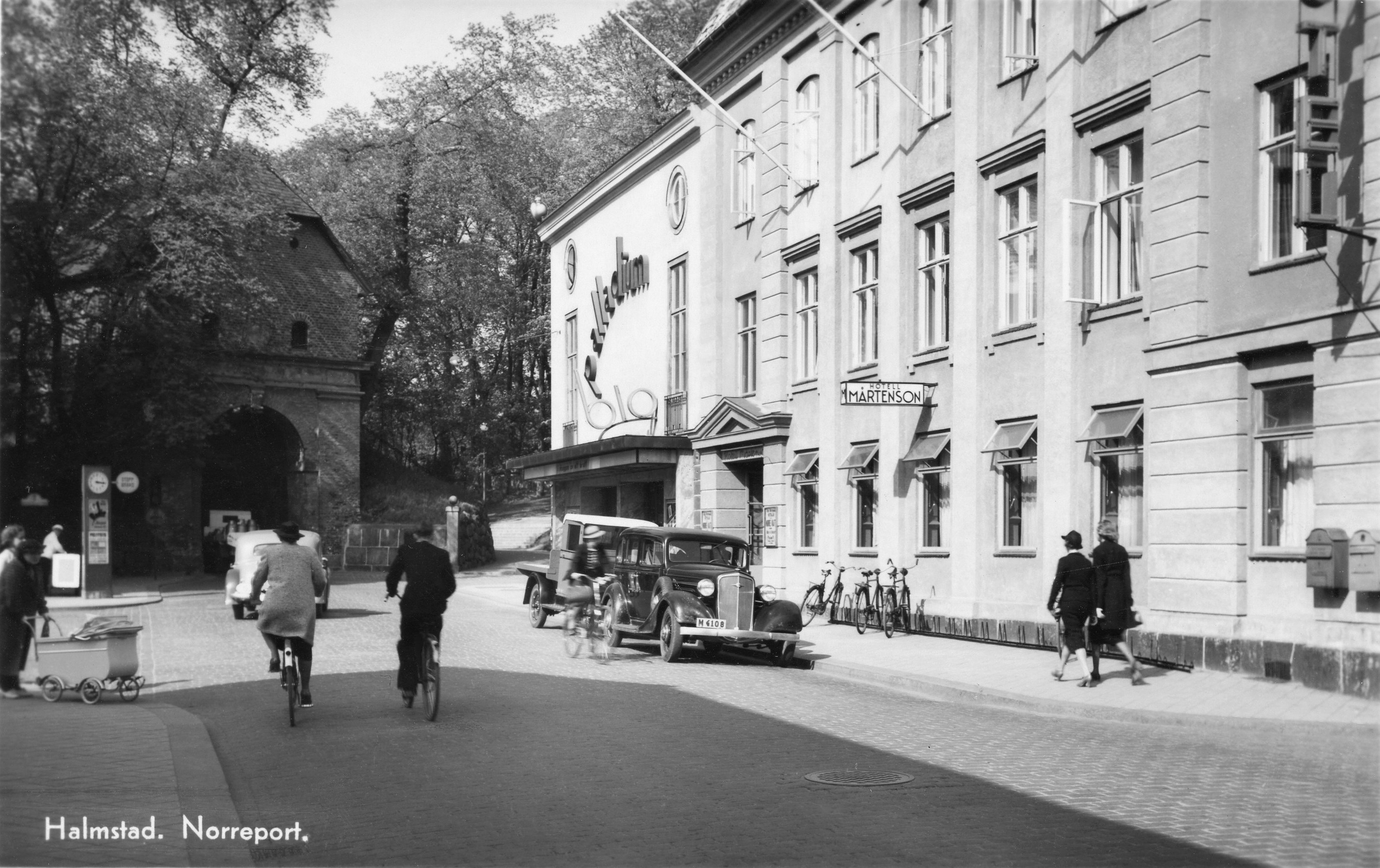
Biograf Palladium och Hotell Mårtensson, 1940-talet
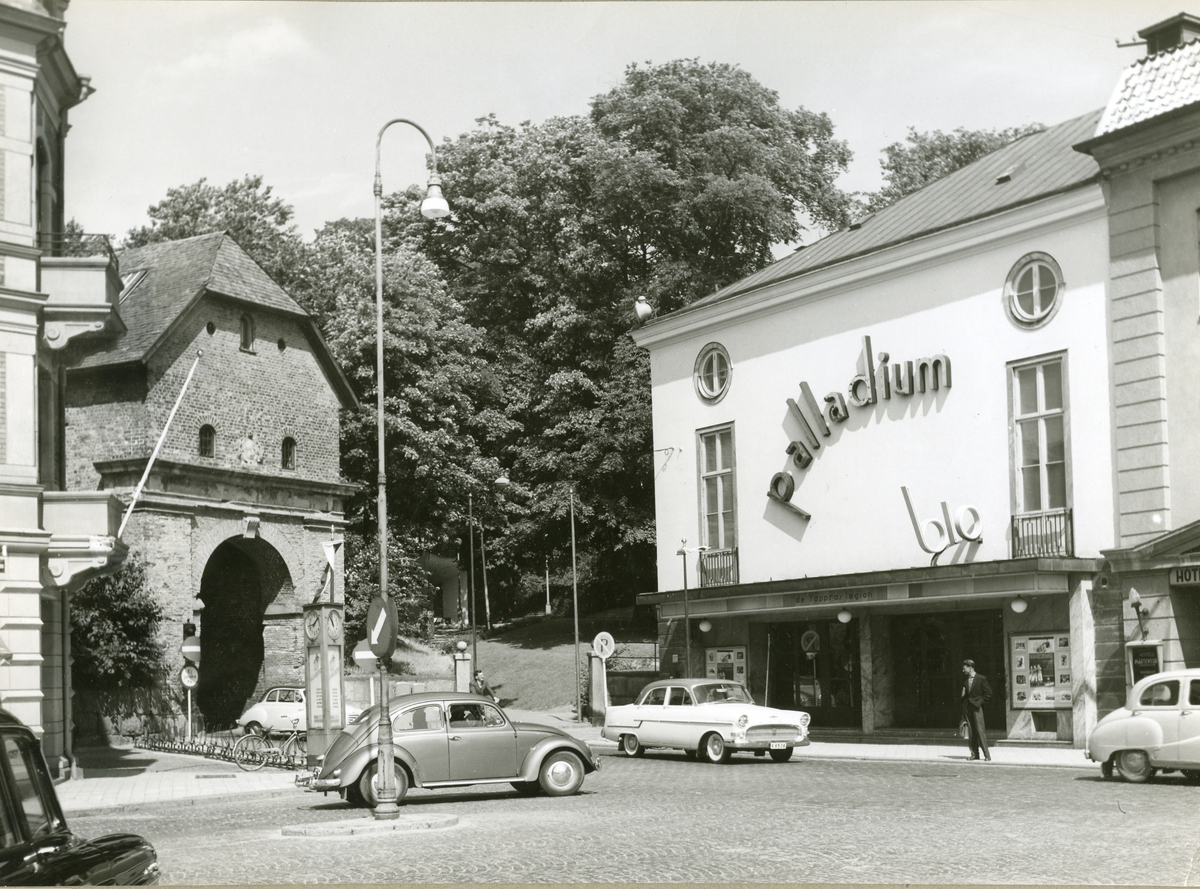
Storgatans norra ände med Biograf Palladium, tidigast andra halvåret 1955. Den vita bilen är en Opel Kapitän, modellår 1956.
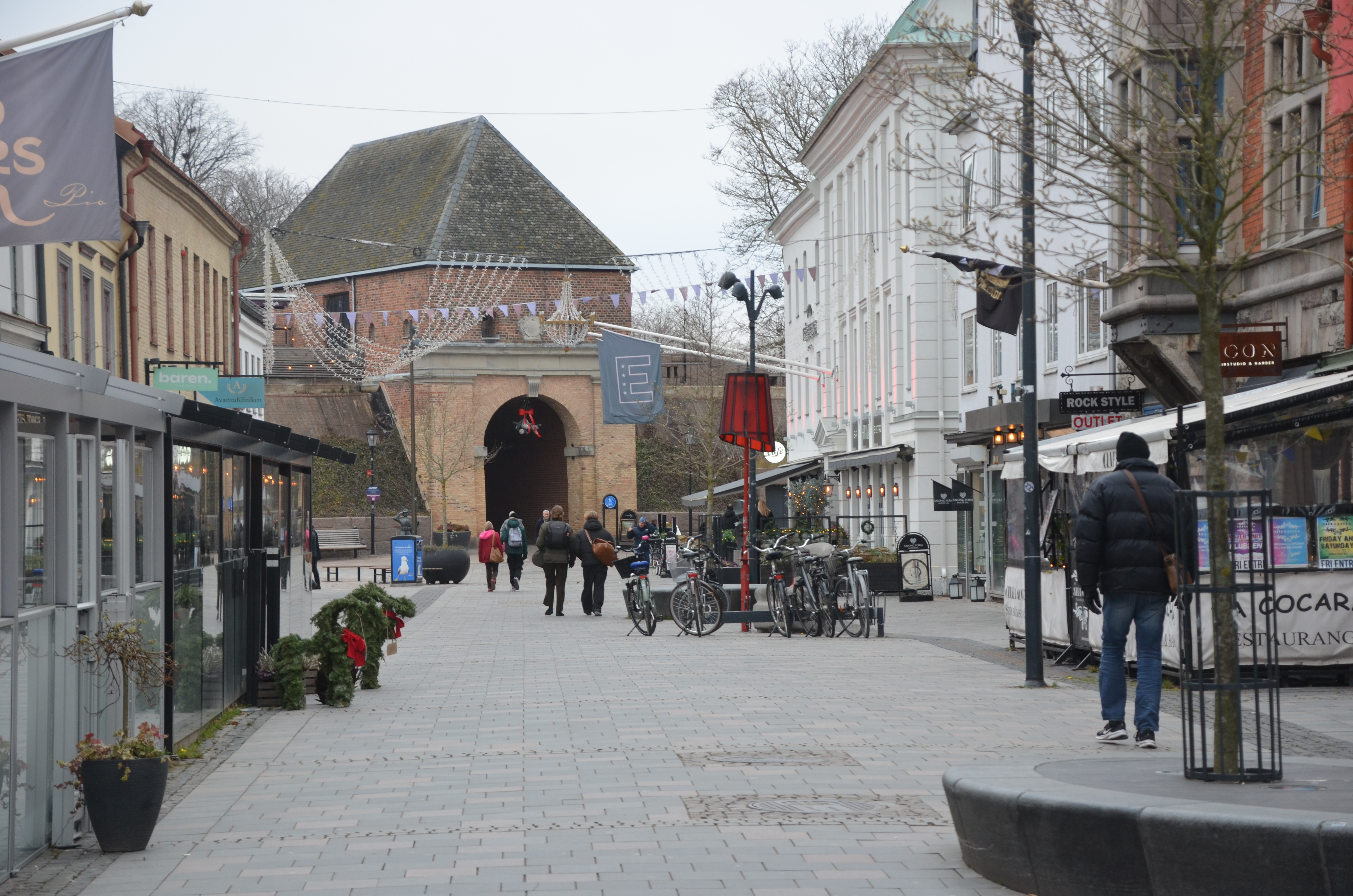
Storgatans norra ände mot Norre Port, 2024
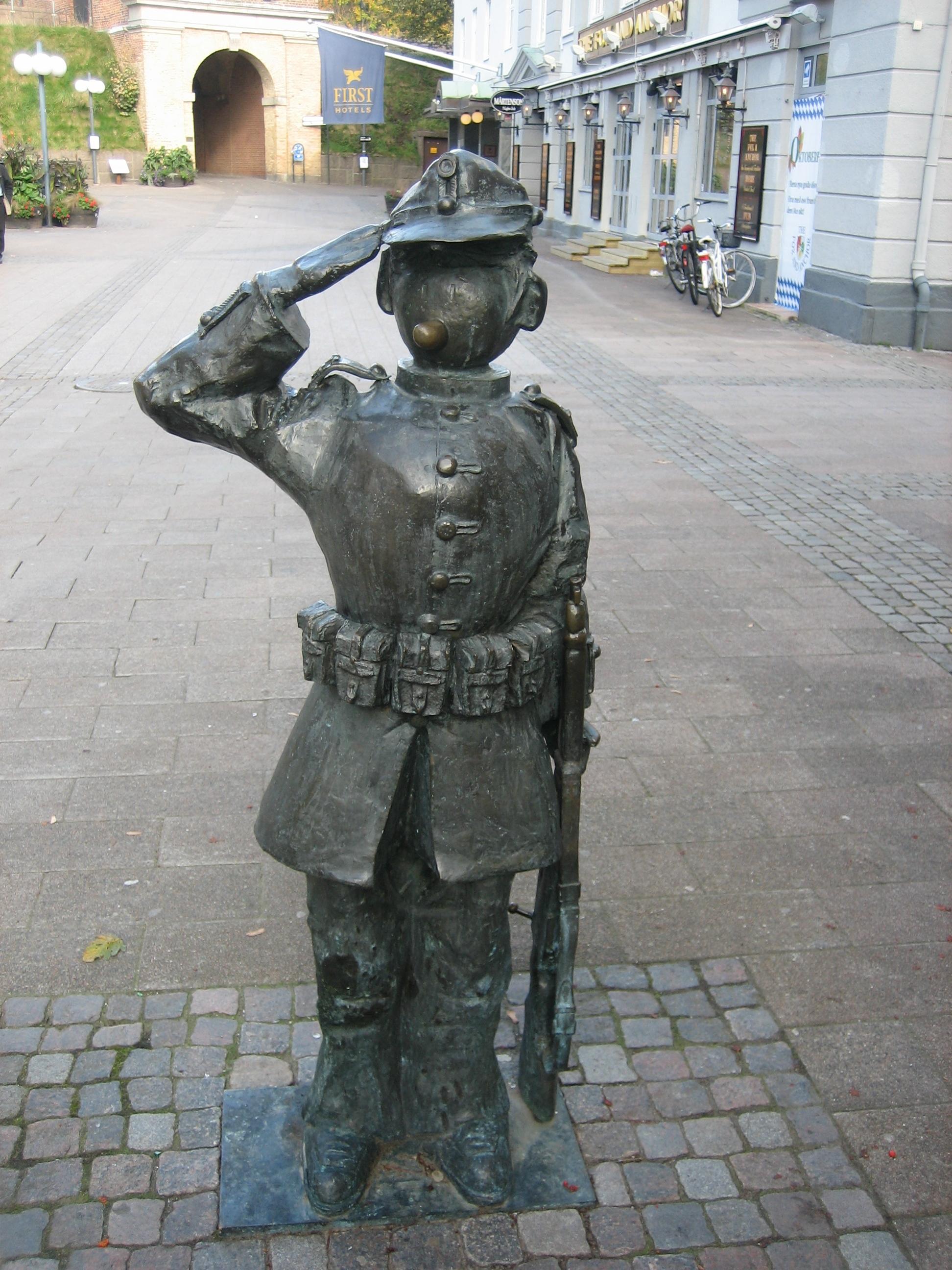
91:an Karlsson av Nils Egerbrandt på sin tidigare plats på Storgatan i Halmstad.